# امر مشروط
امر شرطی یا امر مشروط (به آلمانی: hypothetischer Imperativ) مفهومی در فلسفه است که اولین بار در نوشته‌های ایمانوئل کانت مطرح شد و در تقابل با امر مطلق قرار دارد.

## معرفی
امر شرطی ابتدا در بخش دوم بنیاد مابعدالطبیعه اخلاق معرفی شد. امرهای شرطی به ما می‌گویند برای رسیدن به یک هدف مشخص، چگونه عمل کنیم؛ مثلاً «برای مدرک گرفتن باید درس خواند» یک امر شرطی است.